# Krásno nad Kysucou
Krásno nad Kysucou je grad u Žilinskom kraju u sjeverozapadnoj Slovačkoj u blizini granice s Poljskom i Češkom. Upravno pripada Okrugu Čadca. 

## Zemljopis
Krasno nad Kysucou nalazi se na nadmorskoj visini od 384 metra i zauzima površinu od 27,77 km2. Leži u dolini rijeke Kysuce.

## Povijest
Prvi spomen grada je iz 1325. Imena grada su se kroz povijest mjenjela tako da se 1352. zvao Crassna, 1508. Krasno, 1808. Kysucké Krasno, i 1920. Krasno preko Kysuce. 1598. godine grad je imao 30 kuća, 253 obitelji i 1.420 stanovnika, 1828. je imao 325 kuća i 2.346 stanovnika.

## Stanovništvo
| Godina:     | 1993. | 2003.   | 2013.   | 2023.   |
| ----------- | ----- | ------- | ------- | ------- |
| Broj ljudi: | 6796  | 6998    | 6837    | 6544    |
| Razlika:    |       | +2,97 % | -2,30 % | -4,28 % |

| Godina:     | 2022. | 2023.   |
| ----------- | ----- | ------- |
| Broj ljudi: | 6563  | 6544    |
| Razlika:    |       | -0,28 % |

Po popisu stanovništva iz 2021. godine grad je imao 6676 stanovnika. Prema etničkoj pripadnosti najviše je bilo Slovaka 98,39% i Čeha 0,51%.  Prema vjeroispovijesti najviše je rimokatolika 88,45% zatim ateista kojih je bilo 7,01%.

## Vanjske poveznice
- Službena stranica grada

### Ostali projekti
|  | Zajednički poslužitelj ima još gradiva o temi Krásno nad Kysucou |